# UPT Kampung Kapas II
UPT Kampung Kapas II is een bestuurslaag in het regentschap Mandailing Natal van de provincie Noord-Sumatra, Indonesië. UPT Kampung Kapas II telt 442 inwoners (volkstelling 2010).